# 喜马拉雅胡卢巴
喜马拉雅胡卢巴（学名：Trigonella emodi）为豆科胡卢巴属下的一个种。产西藏。生于喜马拉雅山脉的沟谷，河滩边和林缘草地，海拔2700-3800米。克什米尔、印度、巴基斯坦也有分布。

## 扩展阅读
維基物種上的相關：喜马拉雅胡卢巴